# Осман, Леон
Ле́он О́сман (англ. Leon Osman; 17 мая 1981, Уиган, Большой Манчестер, Англия) — английский футболист. Выступал на позициях центрального полузащитника и правого полузащитника. Наиболее известен по выступлениям за футбольный клуб «Эвертон». Провёл два матча за национальную сборную Англии.

## Клубная карьера
Осман — воспитанник академии футбольного клуба «Эвертон». К основному составу стал подключаться с 2000 года. Из-за большой конкуренции был отдан в аренду клубу «Карлайл Юнайтед», где провёл отличный сезон, став лучшим игроком команды. Вернулся в «Эвертон», его взяли на сборы, но закрепиться в составе снова не удалось и Леон был отдан в аренду в «Дерби Каунти». Игра в этой команде также сложилась успешно и «Дерби» собиралось выкупить трансфер, но «Эвертон» не дал на это согласие.
В сезоне 2004/2005 Осман стал игроком основы, играя крайнего полузащитника. В том сезоне Осман забил семь мячей, в том числе и два в ворота «Астон Виллы». Сезон 2005/2006 был для Османа неоднозначным. Он то терял, то возвращал себе место в составе, играл на разных позициях: и вингера, центрального полузащитника и нападающего. В следующем сезоне Осману удалось вернуть место в стартовом составе.
25 октября 2007 года забил гол в ворота греческой «Ларисы», который позднее был признан лучшим голом команды в сезоне 2007/08. Всего в том сезоне он забил 7 мячей в ворота соперников в 39 матчах.
23 сентября 2009 года Осман впервые вывел команду на поле с капитанской повязкой и отметил это событие забитым голом в ворота клуба «Халл Сити».
23 октября 2010 года продлил контракт с «Эвертоном» до 2014 года.
В сезоне 2010/11 Леон, как и вся команда, показал свою лучшую игру ближе к финишу чемпионата: Осман забил голы в ворота «Астон Виллы», «Блэкберн Роверс» и «Манчестер Сити», а его игра удостоилась хорошей оценки от главного тренера команды Дэвида Мойеса. Всего в том сезоне он поразил ворота соперников пять раз: четыре в АПЛ и один в Кубке лиги.
Наилучшую для себя результативность Осману удалось показать в сезоне 2012/13, когда он отметился восемью забитыми голами (пять в АПЛ, два в Кубке Англии и один в Кубке лиги).
В сезоне 2013/14, когда «Эвертон» возглавил новый главный тренер Роберто Мартинес, полузащитник стал единственным футболистом команды, который вышел на поле во всех 38 матчах Премьер-лиги.
10 июня 2016 года было объявлено, что «Эвертон» не будет продлевать контракт с Османом. За свою карьеру футболист принял участие в 433 матчах «ирисок».

## Карьера в сборной
8 ноября 2012 года Осман был впервые в карьере вызван в сборную Англии для подготовки к товарищескому матчу против сборной Швеции. 14 ноября Осман дебютировал в сборной Англии в матче, в котором англичане уступили шведам со счётом 2:4.

## Статистика выступлений

### Клубная
| Выступление       | Выступление      | Выступление      | Лига | Лига | Кубки | Кубки | Еврокубки | Еврокубки | Прочие | Прочие | Итого | Итого |
| Клуб              | Лига             | Сезон            | Игры | Голы | Игры  | Голы  | Игры      | Голы      | Игры   | Голы   | Игры  | Голы  |
| ----------------- | ---------------- | ---------------- | ---- | ---- | ----- | ----- | --------- | --------- | ------ | ------ | ----- | ----- |
| Эвертон           | Премьер-лига     | 2002/03          | 2    | 0    | 0     | 0     | 0         | 0         | 0      | 0      | 2     | 0     |
| Эвертон           | Премьер-лига     | 2003/04          | 4    | 1    | 1     | 0     | 0         | 0         | 0      | 0      | 5     | 1     |
| Эвертон           | Премьер-лига     | 2004/05          | 29   | 6    | 6     | 1     | 0         | 0         | 0      | 0      | 35    | 7     |
| Эвертон           | Премьер-лига     | 2005/06          | 35   | 3    | 5     | 1     | 2         | 0         | 0      | 0      | 42    | 4     |
| Эвертон           | Премьер-лига     | 2006/07          | 34   | 3    | 3     | 0     | 0         | 0         | 0      | 0      | 37    | 3     |
| Эвертон           | Премьер-лига     | 2007/08          | 28   | 4    | 4     | 1     | 7         | 2         | 0      | 0      | 39    | 7     |
| Эвертон           | Премьер-лига     | 2008/09          | 34   | 6    | 7     | 1     | 2         | 0         | 0      | 0      | 43    | 7     |
| Эвертон           | Премьер-лига     | 2009/10          | 26   | 2    | 2     | 2     | 7         | 0         | 0      | 0      | 35    | 4     |
| Эвертон           | Премьер-лига     | 2010/11          | 26   | 4    | 5     | 1     | 0         | 0         | 0      | 0      | 31    | 5     |
| Эвертон           | Премьер-лига     | 2011/12          | 30   | 4    | 4     | 0     | 0         | 0         | 0      | 0      | 34    | 4     |
| Эвертон           | Премьер-лига     | 2012/13          | 36   | 5    | 6     | 3     | 0         | 0         | 0      | 0      | 42    | 8     |
| Эвертон           | Премьер-лига     | 2013/14          | 38   | 3    | 5     | 0     | 0         | 0         | 0      | 0      | 43    | 3     |
| Эвертон           | Премьер-лига     | 2014/15          | 21   | 2    | 1     | 0     | 7         | 1         | 0      | 0      | 29    | 3     |
| Эвертон           | Премьер-лига     | 2015/16          | 9    | 0    | 7     | 1     | 0         | 0         | 0      | 0      | 16    | 1     |
| Эвертон           | Итого            | Итого            | 352  | 43   | 56    | 11    | 25        | 3         | 0      | 0      | 433   | 57    |
| → Карлайл Юнайтед | 3 дивизион       | 2002/03          | 12   | 1    | 0     | 0     | 0         | 0         | 3      | 2      | 15    | 3     |
| → Карлайл Юнайтед | Итого            | Итого            | 12   | 1    | 0     | 0     | 0         | 0         | 3      | 2      | 15    | 3     |
| → Дерби Каунти    | 1 дивизион       | 2003/04          | 17   | 3    | 0     | 0     | 0         | 0         | 0      | 0      | 17    | 3     |
| → Дерби Каунти    | Итого            | Итого            | 17   | 3    | 0     | 0     | 0         | 0         | 0      | 0      | 17    | 3     |
| Всего за карьеру  | Всего за карьеру | Всего за карьеру | 381  | 47   | 56    | 11    | 25        | 3         | 3      | 2      | 465   | 63    |

### Международная
| Сборная          | Сезон            | Товарищеские | Товарищеские | Официальные | Официальные | Итого | Итого |
| Сборная          | Сезон            | Игры         | Голы         | Игры        | Голы        | Игры  | Голы  |
| ---------------- | ---------------- | ------------ | ------------ | ----------- | ----------- | ----- | ----- |
| Англия           |                  |              |              |             |             |       |       |
| 2012             | 1                | 0            | 0            | 0           | 1           | 0     |       |
| 2013             | 0                | 0            | 1            | 0           | 1           | 0     |       |
| Всего за карьеру | Всего за карьеру | 1            | 0            | 1           | 0           | 2     | 0     |

### Матчи за сборную
| № | Дата           | Оппонент   | Счёт | Голы | Карточки | Минуты | Соревнование             |
| - | -------------- | ---------- | ---- | ---- | -------- | ------ | ------------------------ |
| 1 | 14 ноября 2012 | Швеция     | 2:4  | —    | —        | 90'    | Товарищеский матч        |
| 2 | 22 марта 2013  | Сан-Марино | 8:0  | —    | —        | 34'    | Отборочные матчи ЧМ 2014 |

Итого: 2 матча / 0 голов; 1 победа, 0 ничьих, 1 поражение.

## Достижения

### Командные
«Эвертон»
- Финалист Кубка Англии: 2008/09